# Waardestreep
Een waardestreep is in muzieknotatie de vette lijn die twee of meer noten van kortere duur dan een kwartnoot met elkaar verbindt. Het aantal waardestrepen geeft het aantal halveringen van de nootduur aan ten opzichte van een kwartnoot. De waardestrepen zijn een verkorte notatie van de notatie met vlaggetjes.
| Aantal waardestrepen | Duur                    | Overeenkomstig aantal vlaggetjes |
| -------------------- | ----------------------- | -------------------------------- |
| 1                    | achtste noot            | 1                                |
| 2                    | zestiende               | 2                                |
| 3                    | tweeëndertigste         | 3                                |
| 4                    | vierenzestigste         | 4                                |
| 5                    | honderdachtentwintigste | 5 (komt zelden voor)             |
| ...                  | ...                     | ...                              |